# Blood Brothers Machine Company
Blood Brothers Machine Company, vorher Blood Brothers Automobile & Machinery Company, war ein US-amerikanischer Hersteller von Automobilen.

## Unternehmensgeschichte
Die Mechaniker Maurice E. und Charles C. Blood stammten aus Kalamazoo in Michigan. Sie waren an der Ende 1902 gegründeten Michigan Automobile Company Limited beteiligt. Außerdem betrieben sie einen Autohandel für Fahrzeuge von Cadillac und Pope. Sie gründeten 1904 die Blood Brothers Automobile & Machinery Company und begannen 1905 mit der Produktion von Automobilen. Der Markenname lautete Blood. Im November 1906 gaben sie die Automobilproduktion vorübergehend auf und änderten die Firmierung in Blood Brothers Machine Company. Nun waren sie im Bereich Maschinenbau tätig und stellten unter anderem Kreuzgelenke her.
Anfang 1914 wurde die Fahrzeugproduktion wieder aufgenommen. Eine Quelle meint, dass Howard E. Blood, der Sohn von Maurice E. Blood, die treibende Kraft in diesen Projekt war. Das Fahrzeug wurde erstmals auf der New York Automobile Show im Januar 1914 präsentiert. Der Markenname lautete nun Cornelian. Eine nennenswerte Menge an Bestellungen wurde aufgenommen. Pläne, die Produktion in ein Werk in Allegan in Michigan zu verlagern, zogen sich bis März 1915 hin. Im Mai 1915 nahm ein Fahrzeug an Autorennen Indianapolis 500 teil. Im Juni 1915 beschäftigte das Unternehmen 248 Mitarbeiter. Produktionspläne beliefen sich auf 25 Fahrzeuge wöchentlich. Im Oktober 1915 endete die Fahrzeugproduktion. Insgesamt entstanden etwa 100 Cornelian.
Es ist nicht bekannt, wann das Unternehmen aufgelöst wurde.

## Fahrzeuge

### Markenname Blood
Die Fahrzeuge entsprachen weitgehend den Modellen von Michigan. Eine Gemeinsamkeit war ein Zweizylindermotor. Die drei Modelle unterschieden sich in der Motorleistung, im Radstand, in der Karosserieform und dadurch bedingt natürlich auch im Preis. Im Model C leistete der Motor 12 PS. Der Radstand betrug 198 cm. Als Aufbau ist ein leichter Tourenwagen überliefert.
Das Model D hatte den gleichen Motor. Das Fahrgestell hatte 203 cm Radstand. Der Aufbau wurde als Demi-Tonneau bezeichnet.
Im Model E leistete der Motor 16 PS. Der Radstand von 229 cm ermöglichte einen Tonneau mit seitlichem Einstieg.

### Markenname Cornelian
Das einzige Modell wird als Cyclecar bezeichnet, obwohl es die Kriterien nicht erfüllt. Ein Vierzylindermotor von Sterling mit 1688 cm³ Hubraum und 13 PS Leistung trieb die Hinterachse an. Ungewöhnlich war das Monocoque anstelle eines Fahrgestells. Der Radstand betrug 244 cm, die Spurweite 142 cm und das Leergewicht etwa 454 kg. Der offene Roadster bot Platz für zwei Personen nebeneinander.
Louis Chevrolet setzte eine Rennausführung beim Rennen Indianapolis 500 1915 ein. Er fiel in der 77. Runde aus. Dieses Fahrzeug ist erhalten geblieben und im Indianapolis Motor Speedway Museum ausgestellt.

## Modellübersicht
| Jahr      | Marke     | Modell   | Zylinder | Leistung (PS) | Radstand (cm) | Aufbau                |
| --------- | --------- | -------- | -------- | ------------- | ------------- | --------------------- |
| 1905–1906 | Blood     | Model C  | 2        | 12            | 198           | Light Touring         |
| 1905–1906 | Blood     | Model D  | 2        | 12            | 203           | Demi-Tonneau          |
| 1905–1906 | Blood     | Model E  | 2        | 16            | 229           | Side Entrance Tonneau |
| 1914–1915 | Cornelian | Cyclecar | 4        | 13            | 244           | Roadster 2-sitzig     |